# Ort
För andra betydelser, se Ort (olika betydelser).
Ort är i geografin en avgränsad plats som har ett ortnamn. Det kan vara en lokalitet, ett samhälle eller en befolkningskonglomeration.

## Olika orter
- förort, bostadsområde eller mindre ort belägen nära en större ort
- serviceort, ort där det finns omfattande offentlig och privat service
- småort är en statistisk term för orter med 50-199 invånare och högst 150 meter mellan byggnaderna.
- tätort är en statistisk term för orter med minst 200 invånare och högst 200 meter mellan byggnaderna.
- postort (Sverige) eller postanstalt (Finland) är ett område med gemensam postkod och ortnamn i postadresser
- födelsehemort, den ort - här normalt i betydelsen församling - där modern är folkbokförd vid barnets födelse (i Sverige sedan 1947)
- utgivningsort, den ort där en tidnings centralredaktion finns
- centralort, den ort i en kommun där huvuddelen av den kommunala administrationen finns.

## Sverige

### Historiskt
Sveriges skattläggningar på bland annat 1500- och 1600-talen innefattade uppräkningar av orter (byar och bruk) i varje socken. Årliga räntan var vanligen sorterad efter byar efter en viss given ordning i socknen, ofta en medsols genomgång, men på sina håll även efter hamnor eller skeppslag. När mantalslängder börjar följde de en liknande struktur, men ibland redovisades torp separat. Vanligen redovisades dock soldater, sätesgårdar och prästgårdar och andra hushåll med vissa undantag från mantalsplikten separat. I årliga räntan blev däremot praxis att torp redovisades under de byar på vars ägor de var belägna. Då husförhörslängder börjar föras indelad efter ortnamn efter liknande principer, ofta dock med soldater och fattigstuguhjon redovisade separat. Då många socknar under 1800-talet växte blev det ofta praxis med ett alfabetiskt register för att kunna återfinna en by eller ett torp. Relativt tidigt övergick man till ortsindelning av husförhörslängden i bokstavsordning. Det blev också vanligare att man följde jordebokens praxis att återge torp under de byar på vars ägor de var belägna. Det var också ganska vanligt att större socknar i husförhörslängden uppdelades i fjärdningar eller sexmansrotar. Orten kunde på landsbygden vara en by eller en bruk, och i staden ett kvarter. Orterna var i sin tur indelade i fastigheter, torp eller gårdar, där varje fastighet eller gård i allmänhet hade ett eget uppslag (folio) i husförhörslängden. Församlingen eller socknen kunde även vara indelad i flera numrerade soldatrotar, som var och en i regel bestod av två mantal (ofta med flera gårdar än så) samt ett antal underlydande torp på landsbygden eller flera kvarter i staden, vilka tillsammans ansvarade för rekrytering av en soldat, finansiering av en skola och fattigvård, med mera.

### Lantmäteriets ortnamnstyper
Lantmäteriets ortnamnsdatabas kategoriserar orter i följande ortnamnstyper:
BebyggelseExempelvis by, gård, torp, slott, kyrka.
TätortMed avgränsning som beräknas av SCB och namn som beslutas av Lantmäteriet.
KyrkaSockenkyrkor.
TraktDe traktnamn som i fastighetsregistret utgör en del av fastigheternas beteckningar. I tätorter förekommer det ofta att kvartersnamn används som traktnamn.
AnläggningArtefakt såsom bro, hamn, monument, fyr, flygplats, kyrkogård och väg.
Fornlämning (kulturtext)"Kulturtext", exempelvis "Mora stenar", "Kungshögarna", "Odens källa", "Istorps kvarn", "Ekornavallen" etc. "Ales stenar" anges däremot som "terrängtext", "Rökstenen" med två poster, med ursprung GGD, som "terrängtext" och med en post, med ursprung Terrängkartan, som "kulturtext".
NaturobjektNaturföreteelser såsom mosse, myr, holme, ö, udde, klint, sjö, vik, vattendrag, berg etc
NaturskyddsområdeExempelvis naturreservat, nationalpark, sälskyddsområde.